# Cristiana Girelli
Cristiana Girelli (1990. április 23. –) olasz női válogatott labdarúgó. Hazája bajnokságában a Juventus FC támadója.

## Pályafutása
Cristiana Girelli Gavardóban született és Nuvolera városában nőtt fel.
14 éves koráig az édesapja elnöksége alatt álló ASD Rigamonti Nuvolera fiúcsapatánál rúgta a labdát.

### Klubcsapatban

#### Bardolino Verona
2004-ben a Bardolino Verona keretéhez távozott, bár állítása szerint nem szerette a női focit. A korosztályos csapatban nyújtott teljesítménye alapján került az első csapathoz és 2005-ben bemutatkozhatott az első osztályban.

#### Brescia
A Bresciához került 2017-ben és a Kékekkel 2 bajnoki címet, 2 kupagyőzelmet és 4 szuperkupát abszolvált.

#### Juventus
A 2017–18-as szezon végével fogadta el a Juventus ajánlatát.

### A válogatottban
A nemzeti csapathoz 2012 októberében kapta első behívóját Antonio Cabrinitől, a válogatott felkészülési mérkőzései azonban elmaradtak, így első bemutatkozására 2013 márciusában került sor, a Ciprus-kupán Angliával találkozott az Azzure és a vereség ellenére, a hátralévő mérkőzéseken is pályára léphetett.
Szeptember 26-án szerezte meg Románia ellen első találatát a válogatottban, a hollandiai Európa-bajnokságon három meccsen egy gólt lőtt és a 2019-es világbajnokságon mesterhármassal vette ki részét a Jamaica elleni győzelemből.

## Sikerei, díjai

### Klubcsapatokban
Olasz bajnok (9):
- Bardolino Verona (3): 2006–07, 2007–08, 2008–09
- Brescia (2): 2013–14, 2015–16
- Juventus (4): 2018–19, 2019–20, 2020–21, 2021–22

 Olasz kupagyőztes (7):
- Bardolino Verona (3): 2005–06, 2006–07, 2008–09
- Brescia (2): 2014–15, 2015–16
- Juventus (2): 2018–19, 2021–22

 Olasz szuperkupa-győztes (10):
- Bardolino Verona (3): 2005, 2007, 2008
- Brescia (4): 2014, 2015, 2016, 2017
- Juventus (3): 2019, 2020, 2021

## Egyéni
Olasz gólkirálynő (2): 2019–20 (16 gól), 2020–21 (22 gól)